# نبرد اوجی (۱۲۲۱)
سومین نبرد اوجی (انگلیسی: Battle of Uji) یک نبرد اولیه از نبرد جوکیو بود. در این نبرد نیروهای شوگون‌سالاری کاماکورا به رهبری هوجو یوشیتوکی به دنبال پیدا کردن راهی جهت ورود به کیوتو و سرنگونی امپراتور گو توبا جنگیدند.